# Morto da Feltre

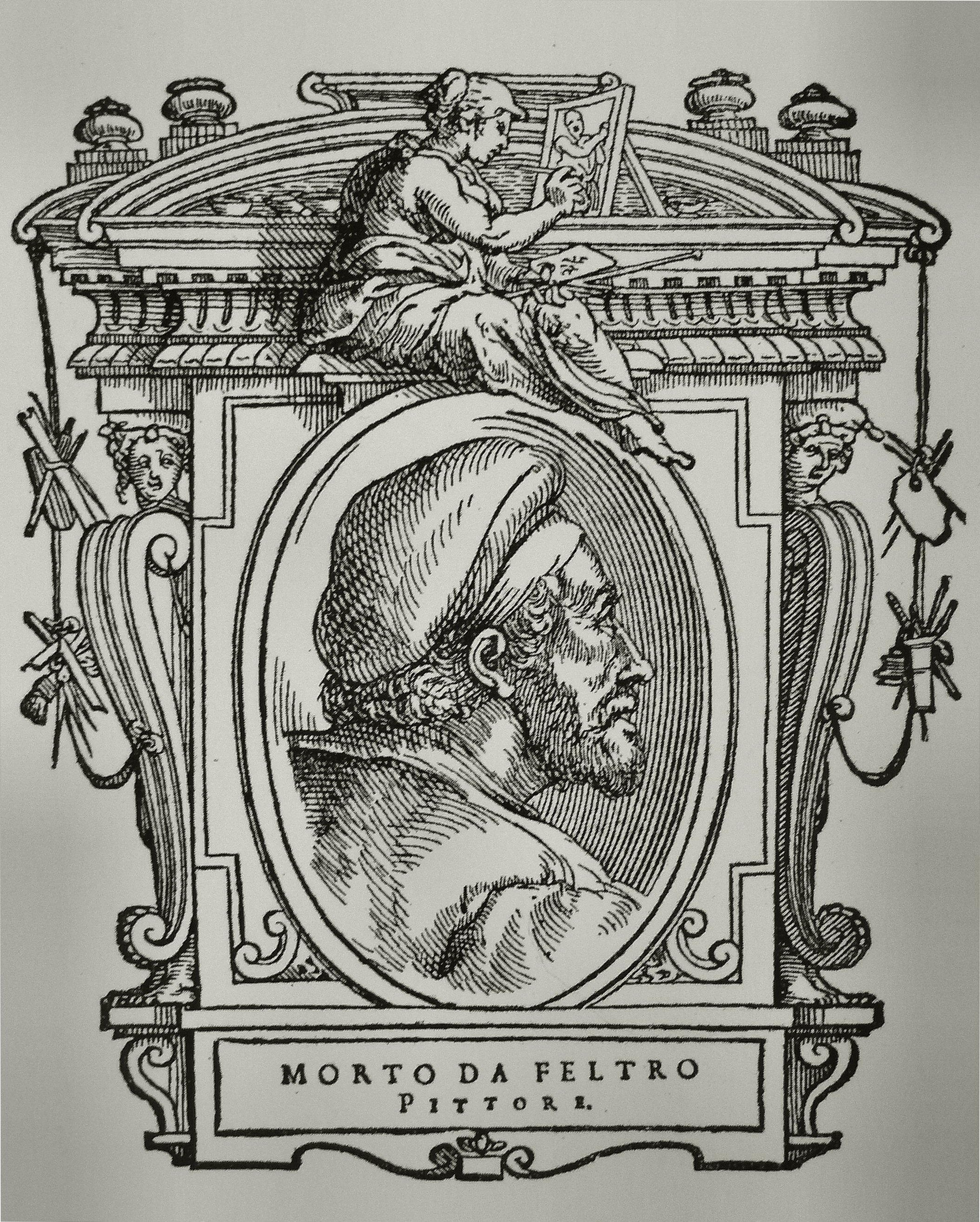
Morto da Feltre, según un grabado de las Vite de Giorgio Vasari.

Lorenzo Luzzo, identificado con el pintor al que Giorgio Vasari llamaba Morto da Feltro (Feltre, c. 1485-Venecia, 1526), fue un pintor italiano, activo durante el Renacimiento.

## Biografía

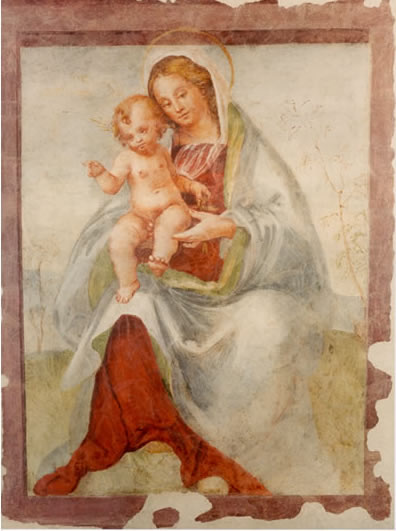
Virgen con niño, fresco, Museo Cívico, Feltre.

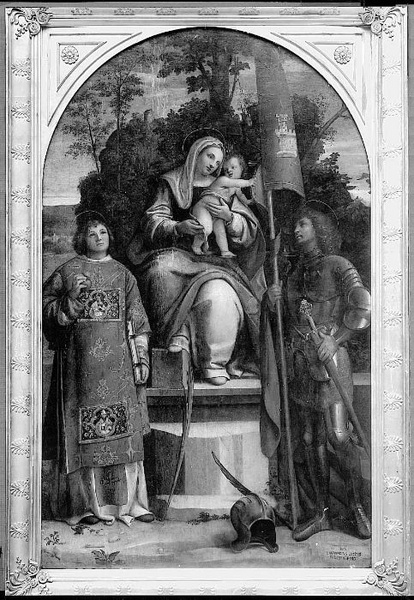
Virgen entronizada con los santos Esteban y Víctor, Gemäldegalerie, Berlín.

Hijo de un cirujano de Zara, Dalmacia, Lorenzo nació probablemente en Feltre, en la provincia de Belluno, hacia 1485. La familia y el mismo Lorenzo parecen haber residido a caballo entre Dalmacia y el Véneto. En 1511 en Zara contrajo matrimonio con Lisabetta de Linguacijs y ese mismo año se fecha su único cuadro firmado, pintado para la iglesia de San Esteban de Feltre. Según Vasari, se habría formado en Roma como pintor de grutescos y en 1508 habría colaborado con Giorgione en los trabajos del Fondaco dei Tedeschi como pintor de los motivos decorativos de los frescos ejecutados por Giorgione y Tiziano. Sin embargo, nada de lo que se conoce de su pintura permite suponer una formación en la pintura de grutescos.
Sus mejores obras son una muestra del mejor ‘giorgionismo’, mostrándole como un artista al tanto de las últimas novedades de su tiempo. Sin embargo, conforme el recuerdo de Giorgione se fue alejando en el tiempo, se produjo una involución de su arte, que volvió a sus orígenes más provincianos, probablemente debido al aislamiento artístico que sufrió en su última época.
Personaje enigmático, la principal fuente para trazar su biografía ha sido Giorgio Vasari. El apelativo con el que es conocido, «Morto», se debería a su carácter huraño. Según Vasari, hastiado de su oficio, a los cuarenta y cinco años se enroló en el ejército de la República de Venecia, llegando a ser capitán de una compañía. Según esta historia, murió luchando valerosamente en Zara, posesión veneciana en Dalmacia, en 1519. Sin embargo, se ha podido documentar su actividad en fechas posteriores. En 1522 se fecha el fresco con Cristo resucitado entre los santos Antonio Abad y Lucía pintado en la sacristía de la iglesia de Ognisaanti en Feltre, en el que se aprecia la influencia de la pintura de Rafael aportando serenidad, lo que hace presumir un viaje a Roma en los años inmediatamente anteriores. El 12 de diciembre de 1526 fechó su testamento en Venecia y murió dos días más tarde, dejando por heredera a su segunda esposa. Nombraba albacea testamentario al escultor Vettor Scienza, con el que había realizado un crucifijo para la catedral de Feltre, a quien dejaba sus dibujos, aunque al parecer el 5 de enero de 1527 rechazó la misión que se le encomendaba.
Según Vasari, Morto fue el maestro del joven Andrea di Cosimo.

## Obras destacadas
- La Virgen con el Niño y los santos Esteban y Víctor, única obra firmada y fechada que se ha conservado, pintada en 1511 para la iglesia San Esteban de Feltre, conservada en Berlin, Gemäldegalerie.[1]
- Virgen con San Vito y San Modesto (Museo Cívico, Feltre)
- Cristo se aparece a San Antonio Abad y Santa Lucía (1522, Ognissanti, Feltre), fresco
- Retrato de joven como pastor (Museo de Padua)
- Virgen con niño (Museo Cívico, Feltre), fresco